# Vinícius Moreno
Vinícius Moreno (Rio de Janeiro,  29 de janeiro de 1999) é um ator brasileiro.

## Carreira
Começou a carreira em trabalhos na Rede Record e Rede Globo, além de cinema, como: "minissérie JK", novela "Bela, a Feia", série "A Grande Família" a novela “Gênesis”, na série “Sob Pressão” e no filme "Uma Professora Muito Maluquinha".

## Filmografia

### Televisão
| Ano     | Título            | Papel                                | Nota                      |
| ------- | ----------------- | ------------------------------------ | ------------------------- |
| 2006    | JK                | Juscelino Kubitschek (criança)       |                           |
| 2009    | Bela, a Feia      | Lucas                                |                           |
| 2010    | A Turma do Pererê | Nozito                               |                           |
| 2012–14 | A Grande Família  | Floriano Silva Carrara (Florianinho) |                           |
| 2017    | Tempo de Amar     | Carrapeta                            |                           |
| 2019    | Verão 90          | Entrevistado de Manu                 |                           |
| 2021    | Gênesis           | Simei (jovem)                        |                           |
| 2021    | Sob Pressão       | Marlon                               | Episódio: "21 de outubro" |
| 2022    | Travessia         | Vinícius                             |                           |

### Cinema
| Ano  | Título                          | Papel          |
| ---- | ------------------------------- | -------------- |
| 2010 | Uma Professora Muito Maluquinha | Antonio Pothos |

## Prêmios e indicações
| Ano  | Prêmio                | Categoria            | Trabalho indicado               | Resultado | Ref |
| ---- | --------------------- | -------------------- | ------------------------------- | --------- | --- |
| 2013 | Prêmio Contigo! de TV | Melhor Ator Infantil | Florianinho em A Grande Família | Indicado  |     |
| 2014 | Prêmio Contigo! de TV | Melhor Ator Infantil | Florianinho em A Grande Família | Indicado  |     |